# Белый террор в Эстонии
Белый террор в Эстонии — акции крайних форм устрашения по отношению к представителям советской власти, большевикам, сочувствующих им лицам и активистам рабоче-крестьянского движения на контролируемой эстонской армией территории Эстонии при поддержке Антанты в 1918—1919 годах. Список данных за конец 1918 года — три первых месяца 1919 года под названием «Список казнённых трудящихся № 11 на выборах в Учредительное собрание Эстонии» (эст. «Ristilöödud töörahva nimekiri nr. 11 Eesti Asutava Kogu valimistel»), изданный Коммунистической партией Эстонии, содержит 119 имён жертв белого террора в Эстонии и не охватывает их полностью.
Главным организатором белого террора в Эстонии был командующий внутренними силами обороны и Союзом обороны Эстонии («Кайтселийтом») Эрнест Пыддер.
Наиболее масштабно белый террор был применён в ходе следующих событий:
- выступление рабочих Таллина против английской интервенции 17 декабря 1918 года[3],
- восстание трудящихся Сааремаа и Мухумаа против власти помещиков в феврале 1919 года (68 человек казнены по решению военно-полевых судов, 14 человек убиты карателями без суда, 81 человек погибли в ходе вооружённого сопротивления[4]),
- расправа над моряками-красноармейцами в лагере для военнопленных на острове Найссаар 3 и 5 февраля 1919 года (убиты 30 человек[4], по другим данным — 36[5]),
- мятеж солдат Тартуского запасного батальона в июле 1919 года (расстрелян 21 солдат[4]),
- выступление делегатов I съезда профсоюзов Эстонии[эст.] в августе 1919 года (расстреляны 25 человек[4]).

В своей работе «Белый террор в Эстонии в 1918—1919 годах» (1961) эстонский историк Пауль Вихалем (Paul Vihalem) определяет число жертв белого террора в 2000 человек («революционеров»), в магистерской диссертации  «Террор и репрессии в Эстонской Освободительной войне» (ориг. эст. Terror ja repressioonid Eesti Vabadussõjas), получившей в октябре 2010 года награду Эстонского исторического архива, выпускник Института истории Таллинского университета Таави Минник (Taavi Minnik) говорит о 800 жертвах.
Эстонский историк и издатель Андрес Адамсон (Andres Adamson) считает, что террор, который на территории Эстонии осуществлялся буржуазным (т. е. законным) правительством Эстонской Республики, следует отличать от террора, осуществлённого силами Белой армии, и предлагает называть его розовым террором.

Памятник расстрелянным в Изборске делегатам I съезда профсоюзов Эстонии, Таллин (скульптор А. Каасик)

## Контекст и суть белого террора в Эстонии
В своей книге «Константин Пятс и годы государственной реформы», изданной  в 1938 году, Фрийдо Тоомус отмечает, что в эстонской армии «коммунистическая зараза была очень сильна, в других сферах шло разложение». Далее он пишет, что на случай угрозы восстания большевиков «план Пятса и министра внутренних дел Пеэда по подавлению беспорядков был настолько безжалостным, что Временное правительство Эстонии отказалось занять по нему позицию, но позволило премьер-министру и министру внутренних дел действовать по своему усмотрению». Таким образом, вся государственная власть на территории Эстонии в годы войны против советов была незаконно сосредоточена в руках двух министров.

### 1918 год
Интервенция Антанты в Прибалтике началась 22 ноября 1918 года военными действиями под Нарвой. Уже 28 ноября 1918 года во втором сражении под Нарвой солдаты немецких оккупационных войск впервые продемонстрировали свою жестокость: позиции Красной армии были обстреляны бомбами с отравляющим газом, и все оставшиеся на поле боя раненые воины Вильяндиского красного полка были добиты штык-ножами. В дома рабочих Кренгольма были брошены ручные гранаты.
5 декабря 1918 года буржуазное правительство Эстонии издало указ, вступивший в силу в тот же день. Согласно этому документу, при каждом пехотном полку должен был быть создан суд, который имел право наказывать смертной казнью любого,

«кто каким-либо образом работает против Эстонской Республики или в пользу врагов страны или каким-либо образом помогает в общении и объединении с ними... кто каким-либо образом пытается создать препятствие военным действиям, таким как продвижение, поддержание связи и т. д.». 
Оригинальный текст (эст.)«kes kuidagiviisi Eesti Vabariigi vastu või riigi vaenlaste kasuks töötavad ehk nendega läbikäimises ja ühenduses seistes mõnesugusel kombel abiks on . . . kes sõjaväelisele tegevusele, nagu edasiliikumisele, sidemete pidamisele jne. kuidagi viisi püüavad takistust teha».
Упомянутый указ, на основании которого сотни пролетариев были приговорены к смертной казни, разработали лидер эстонских меньшевиков Аугуст Рей и министр промышленности и торговли Николай Кёстнер, с 16 ноября исполнявший обязанности министра просвещения находившегося в то время в России социал-демократа Карла Лутса.
23 декабря Синклер, командующий английской эскадрой, сообщил своему начальству в Англии, что его флоту поручено «предотвратить внутренние беспорядки» в Эстонии. С этой целью один боевой корабль был оставлен под Таллином, а другие участвовали в боевых действиях на фронте.
27 декабря 1918 года Земский совет Эстляндии (Маапяев) принял решение просить английское правительство оккупировать Эстонию.
27 декабря командующий Вильяндиским гарнизоном Виктор Пускар издал приказ, в котором грозил военным трибуналом всем, кто агитирует и проводит митинги против буржуазного Временного правительства, и приказывал расстреливать тех, кто не остановится по требованию патруля. И хотя Пятс был вынужден признать незаконными приказы Пускара, он всё же одобрял действия последнего.
В Эстонии, по типу немецкой Bürgerwehr, была создана специальная организация — Союз обороны («Кайтселийт»). В первые дни её существования 11 тысяч членов Союза обороны — вооружённых промышленников, купцов, помещиков и богатых крестьян, были поставлены на караульную службу в тылу для охраны железных дорог, мостов и важных учреждений. Кайтселийтовцы конвоировали заключённых и выполняли обязанности уголовной полиции, участвовали в подавлении выступлений трудящихся. Помощником командира «Самообороны» был балтийско-немецкий помещик Ганс фон Бекендорф-Йендель (Hans von Beckendorff-Jendel). В Таллинском караульном батальоне постоянно дежурили 600 кайтселийтовцев. К 1 июня 1919 года общее число членов «Кайтселийта» выросло до 100 000 человек.

### 1919 год
3 января 1919 года Временное правительство Эстонии приняло решение выслать из страны всех бывших граждан Российской империи призывного возраста, не ставших автоматически гражданами Эстонии, если они не вступят в Северный корпус белогвардейских монархистов.
Бароны, как и раньше, продолжали кровавое притеснение трудящихся Эстонии. 4 марта 1919 года на заседании Временного правительства Эстонии о Балтийском батальоне было, в частности, отмечено, что

«Отпрыски балтийских дворян, входящие в состав этой воинской части, позволяют себе грубое времяпрепровождение за счёт сельского населения, расстреливая людей и применяя телесные наказания».
Оригинальный текст (эст.)«Selle väeosa hulka kuuluvad Balti aadlisoo võsukesed lubavad endile maaelanike kulul toorest ajaviidet valmistada, lastes inimesi maha ja jagades ihunuhtlust.
2 января 1919 года комендант города Вильянди Карл Рийгов (Karl Riigov) издал приказ, в котором говорилось:

«Многие местные жители, противники нашей страны, были арестованы, и, если в городе произойдут какие-либо беспорядки, все арестованные будут расстреляны без суда».
Оригинальный текст (эст.)Paljud kohalikud meie riigi vastastest kinnivõetud on ja kui linnas peaks mingisugust korrarikkumist ette tulema, lastakse kõik kinnivõetud isikud ilma kohtuta viibimata maha.
Когда государственные служащие Вильяндиского уезда решили объявить забастовку 3 февраля 1919 года, ставший комендантом Вильянди Якоб Варес 30 января объявил, что все отсутствующие на работе будут преданы военно-полевому суду.
5 февраля 1919 года Яан Кярнер говорил на заседании Земского совета:

«В Таллине люди сидят в тюрьмах потому, что им посчастливилось или не повезло быть братьями или сёстрами большевиков».
Оригинальный текст (эст.)«Tallinnas on inimesed sellepärast vangis istumas, et neil õnn või õnnetus oli enamlaste vend ehk õde olla».
18 февраля Тартуская уездная управа предостерегала буржуазное правительство Эстонии:

«Массовые аресты... вызывают в народе широко распространённое мнение, что повторяются организованные баронами события 1905 и 1918 годов, причём при непосредственном участии баронов. Широко распространяется чувство, что создаётся не Эстонская демократическая республика, а Балтийское герцогство».Оригинальный текст (эст.)«...rahva seas laialt arvamist, et 1905. ja 1918. a. parunite poolt korraldatud sündmused korduvad, pealegi parunite otsekohesel osavõtmisel. Laialt tekib tunne, nagu seatakse jalule mitte Eesti demokraatlikku vabariiki, vaid Balti hertsogiriiki».
Председатель Сааремааской уездной управы Тимотеус Грюнтал был вынужден заметить:

«Самым печальным является тот факт, что наказывать и поощрять пришли лица, даже не знавшие эстонского языка, но говорившие на немецком наречии... И я должен признать, что эти «шотландцы» — в кавычках — не могли нарадоваться этому: нате, берите теперь это эстонское правительство, которое избивает даже лучше, чем все предыдущие правительства вместе взятые».
Оригинальный текст (эст.)«Kõige kurvem on see fakt, et karistama ja rahustama tulid isikud, kes isegi eesti keelt ei osanud, vaid rääkisid saksa murrakus... Ja ma pean tunnistama, et need «shotlased» — jutumärkide vahel — ei suutnud küllalt hirvitada selle üle: et sähke võtke nüüd seda Eesti valitsust, kelle peks veel parem on kui kõigil endistel valitsustel kokku».
Сотрудник посольства иностранных дел Эстонии c 1918 до конца 1919 года, заместитель председателя Рийгикогу в 1929—1934 годах Михкель Мартна, оправдывал проведение белого террора так:

«Гнев мести в любом случае психологически понятен и вина за него, несомненно, ложится на большевиков и их друзей».
Оригинальный текст (эст.)Kättemaksmise viha on igatahes hingeeluliselt arusaadav ja selle süü langeb kahtlemata enamlaste ja nende sõprade peale».
Мартна публично похвалил исполнителя белого террора генерала Александера Тыниссона и добавил, что «память о генерале Пыддере также останется негасимой».

## Примеры белого террора в Эстонии

### Акты белого террора в 1918 году
- В конце ноября в Иллука кайтселийтовцами были расстреляны активисты рабочего движения Александр Киппар (Aleksander Kippar) и Адольф Киппар (Adolf Kippar)[7].
- В начале декабря в поезде Тапа—Раквере был арестован член Раквереского исполкома, бывший рабочий из Кунда Леопольд Линдер (Leopold Linder), и приговорён к смертной казни; приговор приведён в исполнение[20].
- 17 декабря рабочие Таллина организовали мирную демонстрацию под лозунгом «Долой английскую интервенцию!». Они собрались на Петровской площади, откуда направились к Ратушной площади по улице Харью. Эстонские буржуазные националисты начали стрелять в демонстрантов, когда они ещё не дошли до Ратушной площади. Один рабочий погиб, другой скончался от ран, двое получили тяжёлые ранения. Одним из погибших был литейщик завода Франца Крулля Эдуард Арбон (Eduard Arbon), другой — рабочий завода Ротермана Эдуард Мёльдер (Eduard Mölder).

После подавления мирной демонстрации рабочих в Таллине Временное правительство Эстонии, видя поддержку английского флота, решило дать права главнокомандующего в Таллине, Харьюском, Ляэнеском и Ярваском уездах и городах генералу Эрнесту Пыддеру, в полномочия которого входило принятие всевозможных мер для поддержания порядка и безопасности «по его усмотрению». 18 декабря, в пятом за день приказе Пыддера говорилось:

«Все граждане по приглашению правления союза обороны обязаны стать членами союза обороны и выполнять приказы и распоряжения союза. Нарушители этого правила будут наказаны штрафом в размере до 10 000 марок, либо лишением свободы на срок до 3 месяцев, либо обоими наказаниями одновременно.
Оригинальный текст (эст.)«Kõik kodanikud on kohustatud kaitseliidu juhatuse kutsel kaitseliidu liikmeks astuma ja liidu käskusid ja korraldusi täitma. Kes selle määruse vastu eksivad, karistan rahatrahviga kuni 10 000 margani ehk vangistusega kuni 3 kuuni, ehk mõlema karistusega korraga».
- В декабре в Вильянди был расстрелян Мярт Яанович Раудсепп (Märt Jaani poeg Raudsepp)[23].
- 31 декабря по приговору военного трибунала был расстрелян Густав Кару (Gustav Karu)[24].

### Акты белого террора в 1919 году
- В начале января в городе Тапа и его окрестностях белыми было расстреляно около 300 человек. В Тарту и Тартуском уезде было убито более 300 человек. Купец Куульберг (Kuulberg) рассказывал члену эстонской делегации на Парижской мирной конференции Каарелу Пуста о том, как осуществлялся белый террор при взятии Нарвы: «Пленных мы не брали, всех, кто попадал к нам в руки, убивали... а кто сдался, тех тоже убили»[25].
- 10 января капитан Антон Ирв (Anton Irv), командир эстонского бронепоезда, переданного эстонской буржуазии Антантой, записал в своем дневнике: «В плен брали и из местных, по отдельным доносам, о которых знали. Невоенных мы в основном расстреляли»[26].
- 28 января 1919 года по решению белого военно-полевого суда были расстреляны рабочие-коммунисты завода «Двигатель» Йоханнес Куппар (Johannes Kuppar) и Юлиус Шютс (Julius Schüts)[24].
- 4 февраля на заседании Земского совета Эстонии отмечалось, что «тюрьмы полны, каковыми не были никогда во время царского режима. Людей задерживают без предъявления обвинений». Имелись сообщения, что в камерах следственного изолятора в Таллине, где едва хватает места для 10 человек, сидят по 35–40 человек[27].
- В феврале военными властями было задержано 36 человек из волости Кавила, чья дальнейшая судьба неизвестна. В волости Элиствере были арестованы 27 человек, трое из которых расстреляны[28].
- Буржуазные эстонские газеты «Edasi», «Sakala», «Vaba Maa» и др. в 1919 году опубликовали серию сообщений о смертных приговорах, жертвами которых стали наиболее активные рабочие и крестьяне, выступавшие против борьбы с советами[29]:

— 7 января военным трибуналом были расстреляны Рудольф Михкель (Rudolf Mihkel), Йоханнес Пярн (Johannes Pärn) и Аугуст Куузик (August Kuusik); 7 января было объявлено, что суд в Пярну приговорил к смертной казни начальника отдела агитации Эстонского комиссариата по делам национальностей в Петрограде Людвига Тылдсеппа (Ludvig Tõldsepp) из Выру (причина смертного приговора была сформулирована так: «За работу против Эстонской Республики»), Йоханнеса Мууга (Johannes Muuga), Хенрика Карловича Ноорметса (Henrik Kaarli poeg Noormets) (из Кунда);
  
— 8 января, согласно решению суда, вынесенному накануне, в Вильяндимаа были расстреляны Рихард Кадак (Rihard Kadak), Эльмар Пярн (Elmar Pärn), Йоханнес Пуллес (Johannes Pulles), Мартин Кикас (Martin Kikas), Якоб Ээк (Jakob Eek) и Карл Тунн (Karl Tunn); к смертной казни были приговорены Эуген Стрикманн (Eugen Strikmann), Эдуард Юргенс (Eduard Jürgens), Карл Покка (Karl Pokka) и Хейнрих Пунгер (Heinrich Punger);
 
— 9 января был казнён фотограф из Тарвасту Мартинсон (Martinson);
 
— в начале 1919 года по решению военно-полевого суда были расстреляны таллинские рабочие Эдуард Вейденбаум (Eduard Veidenbaum), Аннус Кыкс (Annus Kõks) и Юхан Куйв (Juhan Kuiv);
 
— 23 января в Ворбузе после жестоких пыток были убиты Леэна Каргая (Leena Kargaja) и её отец Ханс Каргая (Hans Kargaja), у которых при советской власти квартировались красноармейцы;
 
— в феврале по приказу руководства Куперьяновского батальона расстреляны две девушки;
 
— 1 марта был вынесен смертный приговор Йоханну Аллику (Johann Allik), мотивированный только его подстрекательством к работе против буржуазного правительства и работой в пользу другой партии;
 
— в марте к смертной казни были приговорены Юхан Самбра (Juhan Sambra) из волости Амбла, Аугуст Каазик (August Kaasik) из волости Вао и Йоханнес Политс (Johannes Polits) из Орава;
 
— в апреле Рудольф Миллер (Rudolf Miller), житель прихода Паасвере близ Вяйке-Маарья, без суда и следствия был убит кайтселийтовцами;
 
— 3 сентября под Изборском убиты 25 делегатов I съезда профсоюзов Эстонии и рабочих активистов;
 
— 29 октября был расстрелян Михкель Петеркоп (Mihkel Peterkop);
 
— 11 декабря был казнён Карл Тийтсен (Karl Tiitsen);
  
— в декабре в Вана-Антсла в Вырумаа были расстреляны 13 человек, в Ряпина  —  несколько десятков рабочих;
 
— несмотря на то, что даже буржуазные власти Вильяндиского уезда 21 января 1919 года просили отсрочить смертную казнь школьному учителю Антону Антоновичу Лааредею (Anton Antoni poeg Laaredei), поскольку собранные о нём данные могут быть односторонними, помощник военного министра заявил, что решение в отношении Лааредея было приведено в исполнение; 30 января секретарь Вильяндиской уездной управы был уволен.

## Восстание на Сааремаа
Белый террор принял особенно масштабные формы в феврале—марте 1919 года на острове Сааремаа, после начала восстания трудящихся Сааремаа и Мухумаа под лозунгом «Свергнуть власть помещиков!». Поводом к восстанию послужила мобилизация Временным правительством Эстонии населения в армию для антисоветской интервенции. Мобилизованные, не желавшие воевать против Советской России, решили не выполнять приказ властей и призвали трудовой народ к восстанию.  16 февраля на  острове Муху были убиты офицер, проводивший мобилизацию, и два государственных чиновника. С Муху мятеж перекинулся на Сааремаа.  На островах было создано крестьянское войско (свыше 1000 человек). Власть трудящихся стала распространяться на весь Сааремаа, за исключением города Курессааре. С помощью высланного 17 февраля из Таллина карательного отряда, в составе которого было 110 морских пехотинцев, 110 конников, 22 пулемётчика (всего 242 человека, оснащённых 12 пулемётами) восстание было подавлено, при этом было убито более 200 мятежников. Только в деревне Упа белые убили 93 человека и заключили в тюрьмы 70 человек; в деревне Вайвере были убиты 43 человека, взяты в плен 37 человек; в Кихельконна расстреляны 15 человек; 33 человека были приговорены Курессаареским военным судом к смертной казни, в том числе один бывший немецкий солдат Штольц (Stolz), и эти приговоры были приведены в исполнение.
12 марта газета Крестьянской партии «Saarte Kaja» опубликовала список лиц, приговорённых Сааремааским военным судом к смертной казни, в котором было 23 имени; 15 марта был опубликован очередной список из 15 имён, также было объявлено, что смертные приговоры приведены в исполнение. 18 марта та же газета сообщила, что был расстрелян один из руководителей восстания — Александр Койт. Cмертный приговор Койту был оформлен только после его убийства.
Помимо смертных приговоров, сразу после подавления восстания Сааремааский военный суд приговорил к длительным срокам заключения 58 человек, из них 11 — к 20 годам принудительных работ, 13 — к 15 годам принудительных работ. По меньшей мере 100 человек, в том числе женщины, по решению суда приговорены к 25 ударам плетью по голому телу.

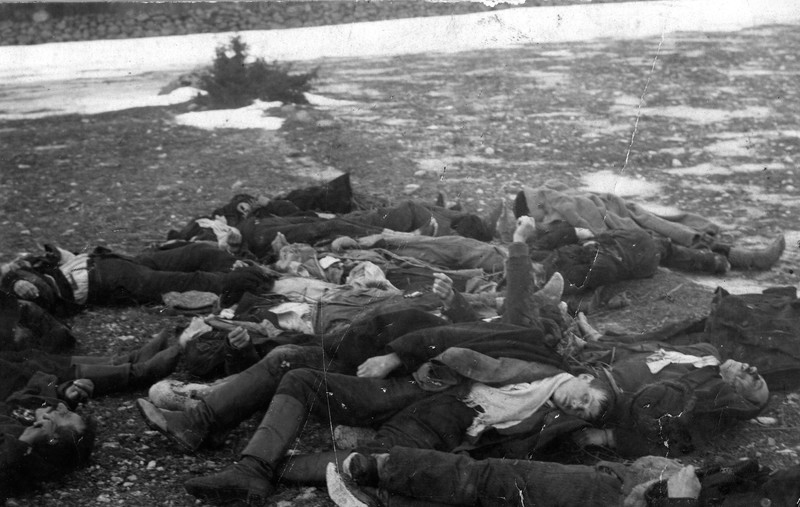
Убитые карательным отрядом в ходе Сааремааского восстания, деревня Упа

Участников восстания и даже тех, кто в нём не участвовал, убивали также без суда. Имелись сообщения, что 4 человека были убиты в Ориссааре и один по пути в Хелламаа. В волости Ууэлыве 21 февраля был убит перед этим избитый и ограбленный телефонист Антон Вахе (Anton Vahe), одного человека убили у леса Лаймъяла; возле церковной мызы Пёйде застрелили Марию Эллам (Maria Ellam), перед этим сильно избив и раздев догола; одна женщина была застрелена при «попытке побега». Александр Тиху (Aleksander Tihu) был убит после пыток в деревне Сунда в Мухумаа; ему выкололи глаз, переломали бедренную кость и кости голени в нескольких местах, на его теле были обнаружены тяжёлые штыковые, ножевые и пулевые ранения и следы ожогов. Двое мужчин были застрелены по дороге в деревню Сууремыйза и один человек — в городе Курессааре; ещё один — в Кихельконна и два человека — возле корчмы Насва. В Курессаареской тюрьме участники восстания были подвергнуты телесным наказаниям. Это делалось и в других местах; били даже женщин. Одному человеку дали до 300 ударов плетью. О жестоком подавлении восстания было широко известно на Сааремаа, и даже некоторые буржуазные газеты, добивавшиеся голосов трудящихся на выборах, не могли этого скрыть. Газета «Meie Maa» привела такие факты о подавлении восстания: «Вечером 18 февраля некий молодой человек из деревни К. ... попал в руки солдат карательного отряда (у деревни Соонда на острове Муху) и был ими страшно замучен и убит. С целью грабежа солдаты отряда убили одного из крестьян деревни Мыыга прихода Хелламаа. Кроме того, во многих местах карательные отряды совершили несколько кровопролитий, причём вина убитых не была действительно понятной».
Один из свидетелей привёл такие факты: в деревне Пёйде за 15 часов каратели убили 9 человек, а именно: 1) сына сапожника из деревни Левала; 2) некоего безоружного молодого человека, который случайно попался им на дороге; 3) 25-летнюю девушку, с которой сняли верхнюю одежду, отвели за конюшню церкви Пёйде и там расстреляли; 4—8) пять юношей с Муху, которых по непонятной причине каратели доставили в Пёйде и там расстреляли; 9) в деревне Пука недалеко от церкви Пёйде каратели ворвались на один из хуторов, забрали там все ценные вещи и заставили хозяина запрячь его же лошадь, чтобы эти вещи увезти. Отойдя на небольшое расстояние от хутора, каратели хуторянина убили. При этом весь окрестный народ мог подтвердить, что этот крестьянин в восстании не участвовал.

## Эстонская и финская пресса о белом терроре в Эстонии
В выпускавшейся в Эстонии меньшевистской газете «Sotsialdemokraat» (№ 43 от 21 февраля 1919 г.) появилось сообщение из Тарту, что буржуазные власти

опубликовали имена пары десятков расстрелянных продажных изменников и перебежчиков. А местные жители, частные лица, которых часто арестовывали и расстреливали по наушничеству их личных врагов — они действительно не стоят того, чтобы опубликовать о них какие-либо сведения и обвинения? Ведь полгорода видели качающегося на ветке «убитого перед смертью» (расстрелянного перед повешением) человека без штанов и сапог (они были украдены), о котором ещё не было слышно ни какого-либо решения суда, ни официального обвинения... задержания продолжаются сплошь и рядом..., причём арестовывают не только предателей, но и многих, кого только подозревают в том, что «они — красные».
Оригинальный текст (эст.)avaldasid paarikümne mahalastud avaliku äraandja ja väejooksiku nime. Kuid kohalikud inimesed, erainimesed, keda sagedasti ju isiklike vaenlaste pealekaebamisel kinni võeti ja mahagi lasti, kas pole need siis tõesti väärt, et nendegi kohta mõnesugused teated ja süüdistusi avaldada? Nägi ju pool linna vaksali juures oksas kõikuvat «enne surma ära tapetut» (enne ülespoomist maha lastud) ilma püksteta ja saabasteta (need olid ära varastatud) inimest, kelle kohta aga veel keegi mingisugust kohtuotsust ega ametlikku süüdistust pole kuulnud . . . vangistamised kestavad alatasa edasi . . . , ja kinni istuvad mitte ainult avalikud äraandjad, vaid ka paljud need, keda ainult kahtlustatakse, et nad «punased» olla».
В номере, вышедшем на следующий день, редакция этой газеты оправдывала белый террор, осуществлённый в Тарту, и выражала сожаление по поводу того, что указанное сообщение попало в газету.
О деятельности военно-полевого суда в эстонской газете «Meie Maa» № 102 от 29 декабря 1920 года был опубликован следующий обзор:

Теперь перейдём к осмыслению военного-полевого суда. Во многих случаях подсудимым даже не разрешалось вызывать свидетелей. Достаточными однако были объяснения «благонамеренных», что обвиняемый был замечен с оружием. На основе доносов  людей арестовывали и избивали с целью получения признаний. По доносам деятелей оккупационного времени несколько граждан были арестованы и приговорены к годам лагерей... Можно было бы привести больше фактов, но об этом, возможно, в другой раз..
Оригинальный текст (эст.)Siis edasi sõjakohtu mõistmisest. Kaebealustel ei lastud paljudel juhtumistel tunnistajaidki ette kutsuda. Mõõduandvad olid aga «riigitruude» seletused, ehk see, et süüdlast sõjariistus oli nähtud. Salakaebuste põhjal võeti inimesi kinni ja peksti neid tunnistuste väljapressimiseks. Okupatsiooniaegsete tegelaste salakaebuste põhjal areteeriti mitu kodanikku ja neid mõisteti aastateks vangilaagritesse .. . Oleks veelgi faktisi tuua, aga sellest ehk teine kord.
Характеризуя положение дел в Эстонии, финская газета «Suomen Sosialdemokratti» в 1919 году едко отметила:

«Военно-полевые суды в Эстонии работают так же, как и мы весной, отправляя красных и тех, кто кажется красными, „в горы“ [на место расстрела]... Далее необходимо упомянуть, что в опубликованном военными трибуналами списке убитых все имена, за немногими исключениями, эстонские — поразительное явление в борьбе эстонского народа против русских».